# Mohamed Kamara (ur. 1987)
Mohamed Kamara, znany również jako Medo (ur. 16 listopada 1987 w Bo) – sierraleoński piłkarz, który występuje na pozycji defensywnego pomocnika w fińskim klubie HJS. W latach 2011-2021 reprezentant Sierra Leona.  
Wychowanek Kuopion Palloseura. W swojej karierze występował również m.in. w takich klubach jak: Bolton Wanderers, HJK, FK Paritzan czy IF Gnistan. W marcu 2010 roku otrzymał fińskie obywatelstwo. 

## Kariera piłkarska

### Kariera klubowa
Karierę rozpoczął w klubie Bo Rangers FC. Następnie w 2002 przeszedł do Kallon FC. W 2006 roku wyjechał ze swojej ojczyzny do Finlandii i trafił do klubu Kuopion Palloseura. Rok później stał się zawodnikiem występującego w Veikkausliiga HJK Helsinki. W lidze zadebiutował 21 kwietnia 2007 w meczu z FC KooTeePee (3:1). Pierwszą ligową bramkę zdobył 24 września 2007 w meczu z Interem Turku (2:0). W latach 2009–2010 wraz ze swoją drużyną dwukrotnie świętował mistrzostwo kraju. W sierpniu 2010 roku przeszedł do serbskiego Partizana Belgrad. W Super liga Srbije zadebiutował 4 września 2010 w meczu z Hajdukiem Kula (2:0). Po przyjściu do Partizana nie mógł występować w jego barwach w eliminacjach do Ligi Mistrzów. Było to spowodowane faktem, że w europejskich pucharach zdążył wystąpić w barwach swojego byłego zespołu. Grał m.in. w meczach z nomen omen Partizanem (3:0; 2:1). Jego pierwszym meczem w barwach Partizana w ramach rozgrywek UEFA było spotkanie z Szachtarem Donieck (0:1).

### Kariera międzynarodowa
W 2003 roku zagrał w 3 meczach reprezentacji U-17, która wystąpiła na mistrzostwa świata U-17, rozegranych w Finlandii. Ma za sobą również rozegrane dwanaście spotkań w seniorskiej reprezentacji Sierra Leone.

## Statystyki Kariery
| Klub               | Sezon              | Liga    | Liga | Puchar  | Puchar | Puchar ligi | Puchar ligi | Inne    | Inne | Łącznie | Łącznie |
| Klub               | Sezon              | Występy | Gole | Występy | Gole   | Występy     | Gole        | Występy | Gole | Występy | Gole    |
| ------------------ | ------------------ | ------- | ---- | ------- | ------ | ----------- | ----------- | ------- | ---- | ------- | ------- |
| KuPS               | 2006               | 23      | 0    | 4       | 2      | 9           | 1           | 0       | 0    | 36      | 3       |
| KuPS               | Łącznie            | 23      | 0    | 4       | 2      | 9           | 1           | 0       | 0    | 36      | 3       |
| HJK                | 2007               | 26      | 2    | 4       | 0      | 7           | 1           | 4       | 0    | 41      | 3       |
| HJK                | 2008               | 26      | 4    | 5       | 0      | 7           | 0           | 0       | 0    | 38      | 4       |
| HJK                | 2009               | 23      | 3    | 1       | 0      | 8           | 2           | 2       | 1    | 34      | 6       |
| HJK                | 2010               | 16      | 4    | 3       | 1      | 6           | 1           | 4       | 1    | 29      | 7       |
| HJK                | Łącznie            | 91      | 13   | 13      | 1      | 28          | 4           | 10      | 2    | 142     | 20      |
| Partizan           | 2010–11            | 18      | 0    | 6       | 0      | –           | –           | 5       | 0    | 29      | 0       |
| Partizan           | 2011–12            | 26      | 0    | 4       | 0      | –           | –           | 6       | 0    | 36      | 0       |
| Partizan           | Łącznie            | 44      | 0    | 10      | 0      | –           | –           | 11      | 0    | 65      | 0       |
| Łącznie w karierze | Łącznie w karierze | 158     | 13   | 27      | 3      | 37          | 5           | 21      | 2    | 243     | 23      |

## Osiągnięcia

### Klubowe

#### KuPS
- Puchar Ligi Fińskiej: 2006

#### HJK Helsinki
- Liga: 2009
- Puchar Finlandii: 2008

#### Partizan Belgrad
- Liga: 2010–11
- Puchar Serbii: 2010–11

### Indywidualne
- Gracz roku w lidze fińskiej: 2010